# Chemenot
Chemenot ist eine französische Gemeinde mit 33 Einwohnern (Stand 1. Januar 2022) im Département Jura in der Region Bourgogne-Franche-Comté. Sie gehört zum Arrondissement Lons-le-Saunier und zum Kanton Bletterans.

## Geografie
Die Gemeindegemarkung ist teilweise bewaldet und enthält kleine Seen, darunter den Étang Adrien, den Étang Neuf und den Étang Perron. An der nordwestlichen Gemeindegrenze verläuft das Flüsschen Bief d’Ainson.
Die Nachbargemeinden sind Champrougier im Norden, Le Chateley im Nordosten, Colonne im Südosten, La Charme im Süden, Le Villey im Südwesten und Foulenay im Nordwesten.

## Bevölkerungsentwicklung
| Jahr                       | 1962 | 1968 | 1975 | 1982 | 1990 | 1999 | 2008 | 2017 |
| -------------------------- | ---- | ---- | ---- | ---- | ---- | ---- | ---- | ---- |
| Einwohner                  | 57   | 47   | 60   | 48   | 41   | 35   | 38   | 37   |
| Quellen: Cassini und INSEE |      |      |      |      |      |      |      |      |